# Brotschaufel

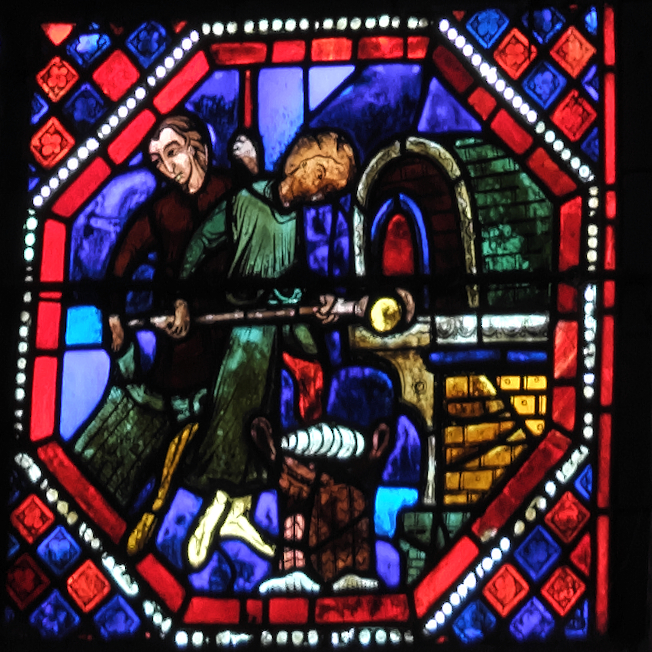
Bäcker mit Brotschaufel vor einem Backofen (Bleiglasfenster in der Kathedrale von Bourges, Anfang des 13. Jahrhunderts)

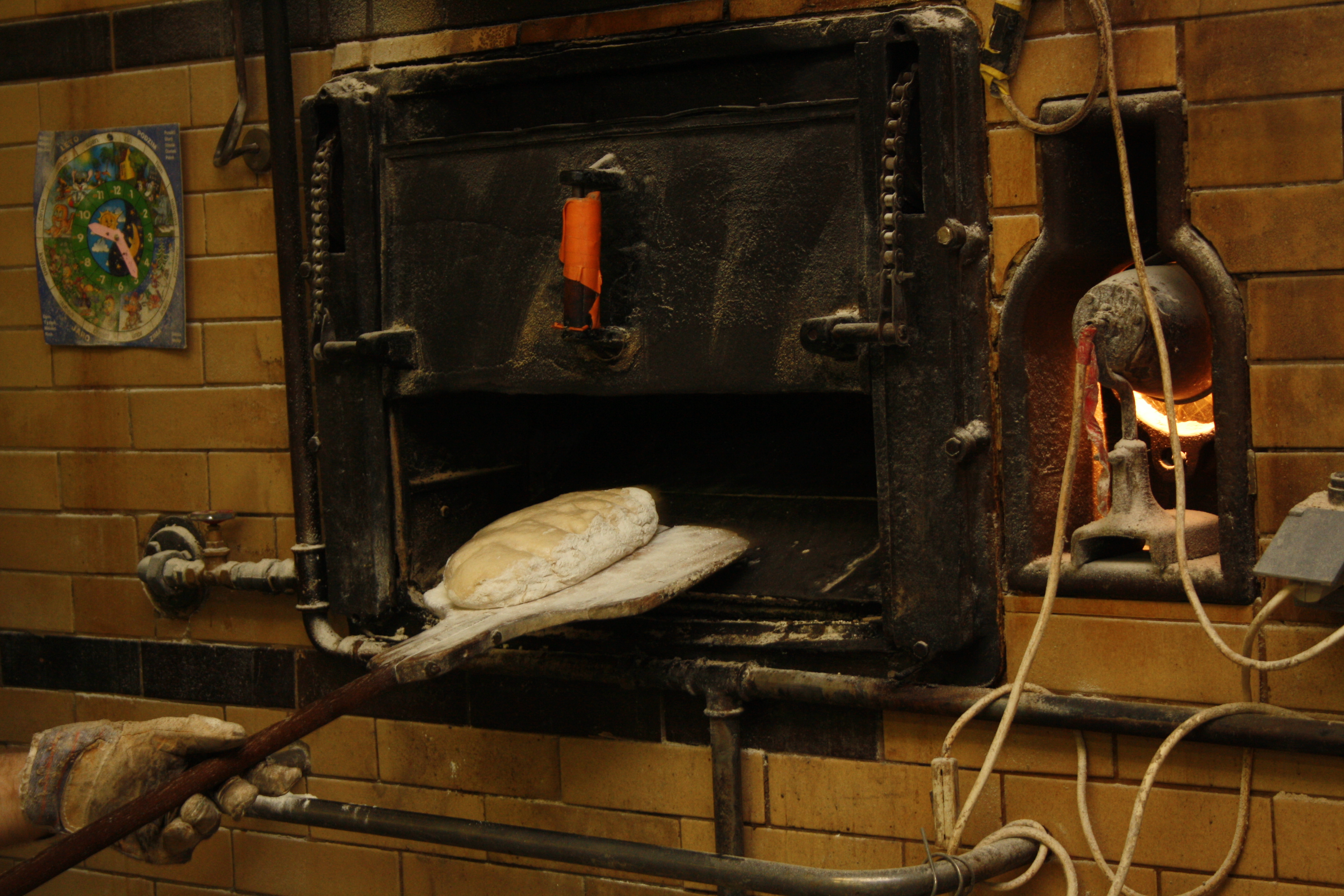
Brotschaufel in Böhmen

Die Brotschaufel, auch als Brotschieber oder Backschieber bezeichnet, ist ein Werkzeug mit flachem Blatt und langem Stiel, mit dem der Bäcker den Brotteig in den Backofen schiebt bzw. das gebackene heiße Brot aus dem Backofen herausholt. 
Der Fachmann bezeichnet die Arbeit als Einschießen von Brot, Pizza oder Flammkuchen in den Ofen.
In der Regel ist die Brotschaufel aus Holz (in Frankreich oft aus Kiefernholz) gefertigt, erst in jüngerer Zeit wird sie auch aus Blech oder Aluminium hergestellt. 
Die Pizzaschaufel ist eine Abwandlung der Brotschaufel.

## Darstellungen
- Der heilige Honorius ist der Schutzpatron der Bäcker. Er wird oft mit der Brotschaufel dargestellt.

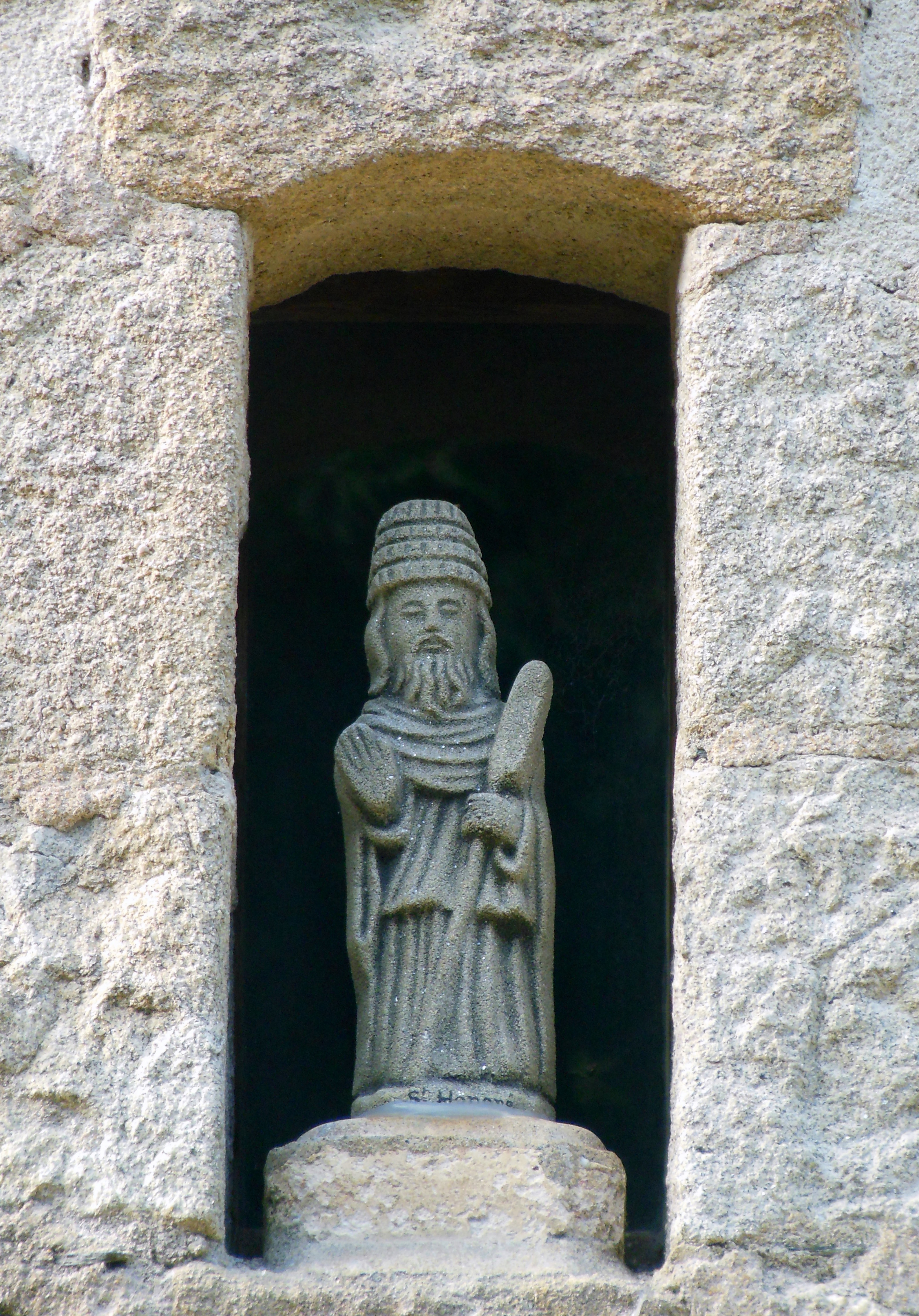
Heiliger Honorius mit Bäckerschaufel
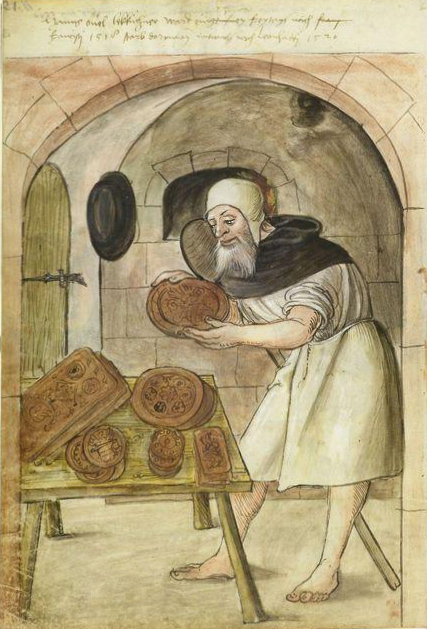
Lebküchner (um 1520)
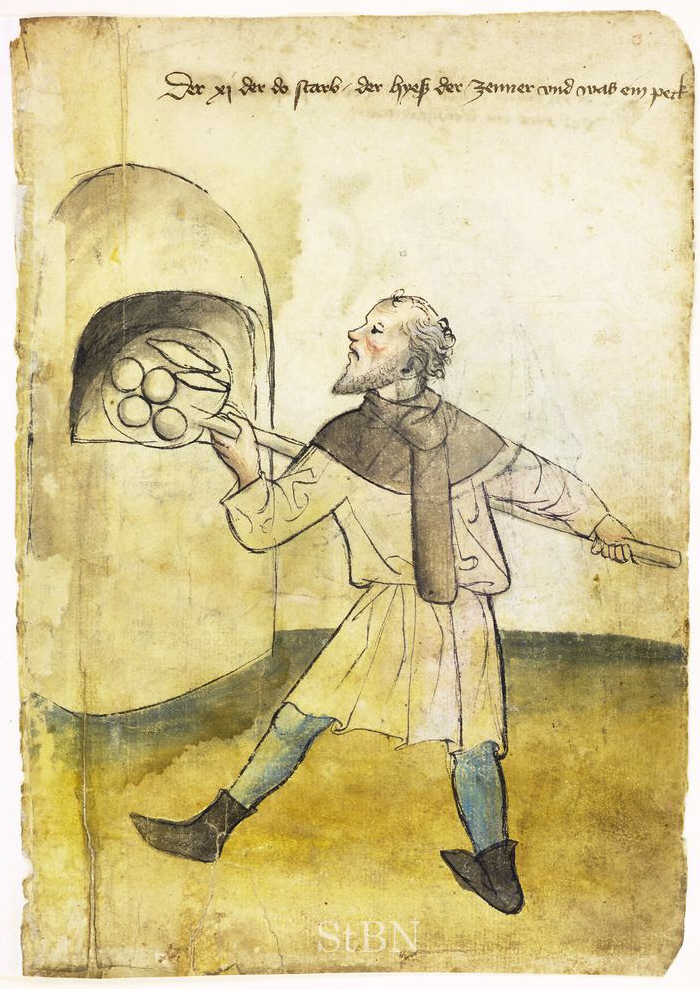
Hausbuch der Mendelschen Zwölfbrüderstiftung (15./16. Jahrhundert)
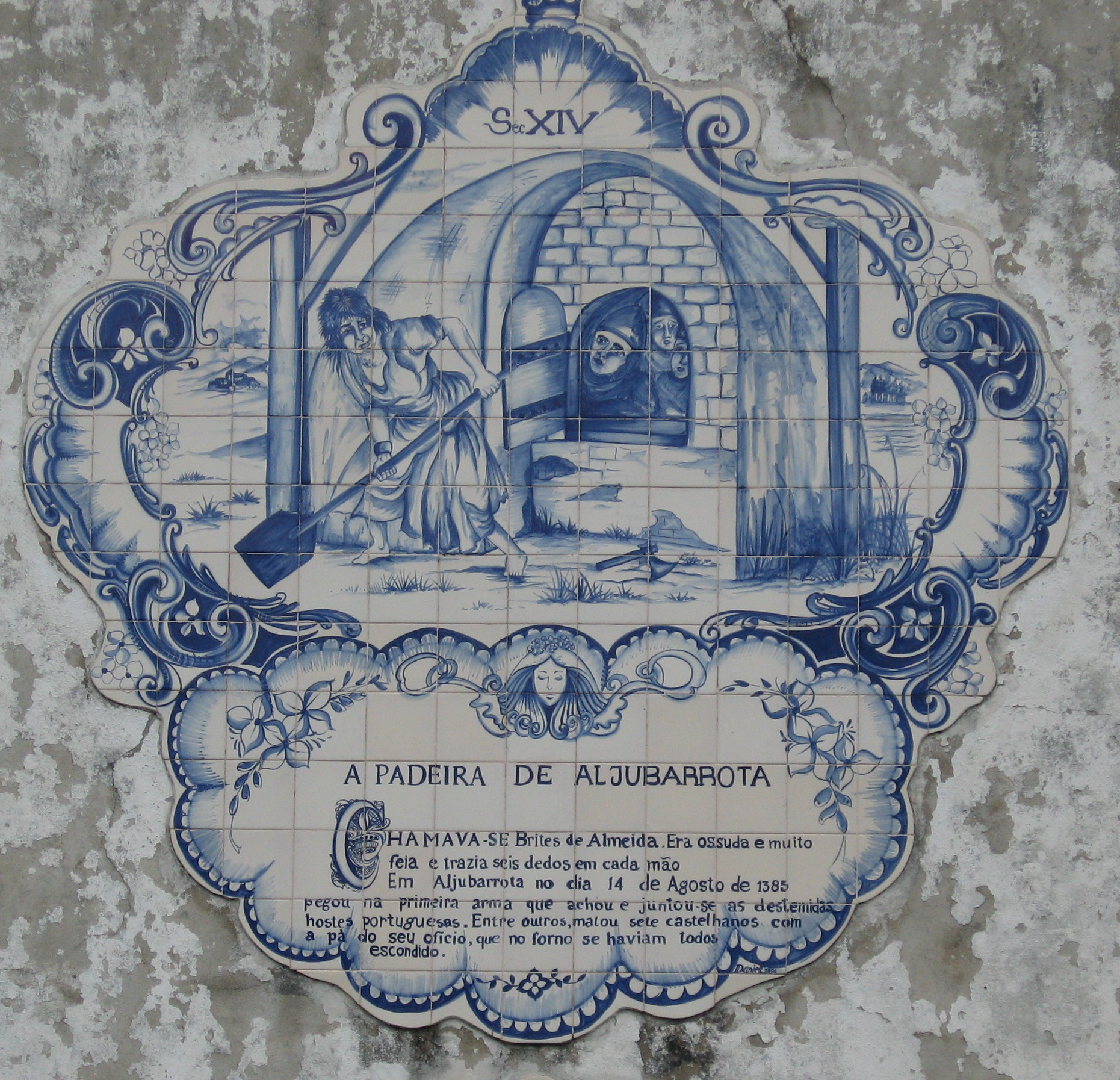
Die Bäckerin Brites de Almeida erschlägt sieben flüchtige Soldaten mit ihrer Bäckerschaufel in der Schlacht von Aljubarrota im Jahr 1385 (Wandfliese in Portugal)